# Esther Roper
Esther Roper (1868 – 1938) va ser una activista pacifista, abolicionista i destacada sufragista anglesa. Va ser secretària de la Societat sufragista del nord d'Anglaterra i de la Societat nacional de Manchester pel sufragi femení, a més de membre del comitè de la Unió nacional de les societats de sufragistes de dones.

## Vida
Esther era filla d'un treballador d'una fàbrica de Manchester, que més tard es va fer missioner a l'Àfrica. Va obtenir el títol de bachelor of arts a l'Owens College en Manchester. Era una dona treballadora i una organitzadora, administradora i recaptadora de fons –més brillant entre bastidors, que al capdavant. Treballava per al departament femení de la Universitat de Manchester i, com a secretària de la North of England Suffrage Society (Societat sufragista del nord d'Anglaterra), era membre del comitè del National Union of Women 's Suffrage Societies (Unió nacional de les societats de sufragistes de dones), dirigida per la veterana Millicent Fawcett, a més de ser secretària de la Manchester National Society for Women 's Suffrage (Societat nacional de Manchester pel sufragi femení).
En 1896 va conèixer la seva parella, Eva Gore-Booth. Va donar suport a les dones en diversos camps, com ara a les venedores de flors, a les artistes de circ, a les serventes de bars i a les mineres. Va ser pacifista prominents durant la Primera Guerra Mundial, treballant amb l'International Committee of Women for Permanent Peace (Comitè internacional de dones per la pau permanent). Entre altres coses, va ajudar a mantenir a les vídues i els fills dels objectors de consciència presos. Després de la guerra, es va fer membre del Committee for the Abolition of Capital Punishment (Comitè per l'abolició de la pena capital) i va treballar en la reforma de les presons. Se sap poc sobre els seus últims anys.